# 納亞里特州
納亞里特州 （西班牙語：Nayarit）是墨西哥三十一個州之一，西臨太平洋。首府特皮克，下分20市。
1887年建立準州，1917年建州。